# Notozero
Notozero (rusky Нотозеро) je jezero za polárním kruhem v Murmanské oblasti na severozápadě poloostrova Kola v evropské části Ruska. Patří do povodí Barentsova moře a je s ním spojeno řekou Tuloma, která z něho vytéká.

## Hydrologie a geografie
Hlavním zdrojem vody pro jezero jsou srážky ve formě sněhu a deště. Do jezera ústí řeky Nota a Lotta. Na východě sousedí s horským masivem Tuadaš tundry.

## Vodní nádrž
V roce 1965 bylo jezero začleněno do systému podpory hladiny pro Hornotulomskou přehradu. Díky této regulaci se rozloha jezera Notozero zvětšila ze 78,9 km² na 745 km². Povodí jezera má rozlohu 17 500 km² a objem vody činí přibližně 11,5 km³.

## Ekologie a hospodářství
Jezero Notozero hraje významnou roli v regionálním ekosystému a vodohospodářství. Slouží jako zásobárna vody a reguluje průtoky v řece Tuloma. Díky své rozloze a poloze má význam i pro rybolov a místní ekoturistiku. Komerční rybolov se provádí především v severní části jezera.